# Cusco (província)
Cusco é uma província do Peru localizada na região de Cusco. Sua capital é a cidade de Cusco.
Limita a Norte com as províncias de Calca e Urubamba, a Este com a província de Quispicanchi, a Sul com a província de Paruro e a Oeste com a província de Anta.

## Subdivisões políticas
A província divide-se em oito distritos:
- Ccorca[2]
- Cusco
- Poroy[3]
- San Jerónimo
- San Sebastián[4]
- Santiago
- Saylla
- Wanchaq

## História
A província foi criada nos primeiros anos da República.

## Geografia
Algumas das montanhas que circundam o departamento de Cusco:
- Anahuarque
- Ancahuachana
- Acocasa
- Arahuaycata
- Chaku Urqu
- Harata Muqu
- Hatun Ayaq
- Huch'uy Paquyuq
- Ichuorco
- Linli Churana
- Lluq'iyuq Muqu
- Machu Ayaq
- Mollohuamán
- Muñaorco
- Muyuorco
- Ñustáyoc
- Pachatusan
- Picchu

- Pilcoorco
- Pucacaca
- Pucacasa
- Pucamoco
- Pumahuasi
- Sinqa
- Sircapata
- Taucaray
- Toctohuampa
- Tancarcasa
- Umachalla
- Huamanhualpa
- Huanacaure
- Huancaorco
- Huaypun
- Yanacaca
- Yahuarcocháyoc